# Neverland Express
The Neverland Express ist der Name für Meat Loafs Liveband. Der Name kommt höchstwahrscheinlich von Jim Steinmans Musical-Projekt Neverland, das als Grundlage für das Album Bat out of Hell diente. Die nachfolgende Liste enthält alle bisherigen Mitglieder, jedoch keine Gastmusiker.

## Aktuelle Besetzung

### 2012-
- Paul Crook: Lead-Gitarre
- Randy Flowers: Gitarre, Gesang
- Danny Miranda: Bass
- Justin Avery: Piano, Gesang
- Dave Luther: Saxophon, Keyboard, Gesang
- John Miceli: Drums
- Patti Russo: Weibliche Leadsängerin

## Bisherige Besetzungen

### 1977–1978 („Bat out of Hell“)
- Bob Kulick: Gitarre
- Bruce Kulick: Gitarre
- Steve Buslowe: Bass, Gesang
- Jim Steinman: Klavier, Gesang
- Paul Glanz: Keyboard, Gesang
- Joe Stefko: Schlagzeug
- Karla DeVito: Gesang
- Rory Dodd: Gesang

### 1978–1979 („Bat Tour 2“)
- Bob Kulick: Gitarre
- Bruce Kulick: Gitarre
- Steve Buslowe: Bass, Gesang
- Paul Jacobs: Klavier, Gesang
- Paul Glanz: Keyboard, Gesang
- Joe Stefko: Schlagzeug
- Karla DeVito: Gesang
- Rory Dodd: Gesang

### 1981 („Dead Ringer“)
- Davey Johnstone: Gitarre
- Mark Doyle: Gitarre
- Paul Jacobs: Gitarre, Klavier, Gesang
- Steve Buslowe: Bass, Gesang
- George Meyer: Keyboard, Gesang
- Terry Williams: Schlagzeug
- Pamela Moore: Gesang
- Eric Troyer: Gesang
- Ted Neeley: Gesang

### 1982 (Europa-Tour)
- Mark Doyle: Gitarre
- Steve Hunter: Gitarre
- Paul Jacobs: Gitarre, Klavier, Gesang
- Steve Buslowe: Bass, Gesang
- George Meyer: Keyboard, Gesang
- Terry Williams: Schlagzeug
- Pamela Moore: Gesang
- Eric Troyer: Gesang
- Ted Neeley: Gesang

### 1983 („Midnight at the Lost and Found“)
- Bob Kulick: Gitarre
- Mark Doyle: Gitarre
- Paul Jacobs: Gitarre, Klavier, Gesang
- Steve Buslowe: Bass, Gesang
- Wells Kelly: Schlagzeug
- Kati Mac: Gesang

### 1984–1985 („Bad Attitude“)
- Bob Kulick: Gitarre
- Paul Jacobs: Gitarre, Klavier, Gesang
- John Golden: Bass, Gesang
- Brian Chatten: Keyboard, Gesang
- Andy Wells: Schlagzeug
- Kati Mac: Gesang
- Doreen Chanter: Gesang

### 1987 („Blind Before I Stop“)
- Bob Kulick: Gitarre
- Alan Merrill: Gitarre, Gesang
- Paul Jacobs: Gitarre, Klavier, Gesang
- Steve Buslowe: Bass, Gesang
- Frank Doyle: Keyboard
- Chuck Burgi: Schlagzeug
- Amy Goff: Gesang
- Elaine Goff: Gesang

### 1988–1989 (Lost Boys and Golden Girls – „Bat Out of Hell“ 10. Jahrestag)
- Bob Kulick: Gitarre
- Alan Merrill: Gitarre, Gesang
- Steve Buslowe: Bass, Gesang
- Domenic Cicchetti: Keyboard
- Chuck Burgi: Schlagzeug
- Amy Goff: Gesang
- Elaine Goff: Gesang

### 1990 (Tour „Waiting for Jim“)
- Pat Thrall: Gitarre
- Dave Gellis: Gitarre, Gesang
- Paul Jacobs: Gitarre, Klavier, Gesang
- Steve Buslowe: Bass, Gesang
- Domenic Chichetti: Keyboard
- Chuck Burgi: Schlagzeug
- Amy Goff: Gesang
- Elaine Goff: Gesang

### 1991–1992 (Tour „No More Backstage Drama“)
- Pat Thrall: Gitarre
- Dave Gellis: Gitarre, Gesang
- Paul Jacobs: Gitarre, Klavier, Gesang
- Steve Buslowe: Bass, Gesang
- Mark Alexander: Keyboard
- John Miceli: Schlagzeug
- Elaine Goff: Gesang
- Cindy Thrall: Gesang

### 1993–1995 (Everything Louder – „Bat out of Hell II“)
- Pat Thrall: Gitarre
- Kasim Sulton: Gitarre, Keyboard, Gesang
- Steve Buslowe: Bass, Gesang
- Mark Alexander: Klavier, Gesang
- John Miceli: Schlagzeug
- Patti Russo: Weibliche Leadsängerin

### 1995–1996 (Born to Rock – „Welcome to the Neighborhood“)
- Pat Thrall: Gitarre
- Kasim Sulton: Gitarre, Keyboard, Gesang
- Steve Buslowe: Bass, Gesang
- Mark Alexander: Klavier, Gesang
- John Miceli: Schlagzeug
- Patti Russo: Weibliche Leadsängerin
- Pearl Aday: Backgroundsängerin

### 1998–1999 („The Very Best of Meat Loaf“/Storytellers Tour)
- Damon La Scot: Gitarre
- Ray Anderson: Gitarre, Keyboard, Gesang
- Kasim Sulton: Bass, Gesang
- Tom Brislin: Klavier, Gesang
- John Miceli: Schlagzeug
- Patti Russo: Weibliche Leadsängerin
- Pearl Aday: Backgroundsängerin

### 2001 (The Night of the Proms)
- Kasim Sulton: Bass, Gesang
- Mark Alexander: Klavier, Gesang
- John Miceli: Schlagzeug
- Patti Russo: Weibliche Leadsängerin
- Pearl Aday: Backgroundsängerin

### 2002 (Just Havin’ Fun for the Summer)
- Damon La Scot: Gitarre
- John Golden: Gitarre, Keyboard, Gesang
- Kasim Sulton: Bass, Gesang
- Mark Alexander: Keys, Gesang
- John Miceli: Schlagzeug
- Patti Russo: Weibliche Leadsängerin
- Pearl Aday: Backgroundsängerin

### Anfang 2003 (Promo Tour – „Couldn't Have Said It Better“)
- Paul Crook: Gitarre
- John Golden: Gitarre, Keyboard, Gesang
- Kasim Sulton: Bass, Gesang
- Mark Alexander: Keys, Gesang
- John Miceli: Schlagzeug
- Patti Russo: Weibliche Leadsängerin
- Pearl Aday: Backgroundsängerin
- Sarah Douglas: Backgroundsängerin

### Mitte 2003 (The Last World Tour)
- Paul Crook: Gitarre
- Randy Flowers: Gitarre, Keyboard, Gesang
- Kasim Sulton: Bass, Gesang
- Mark Alexander: Keys, Gesang
- John Miceli: Schlagzeug
- Patti Russo: Weibliche Leadsängerin
- Renee Cologne: Backgroundsängerin

### Ende 2003–2006 (The Last World Tour – Ende/Hair of the Dog That Bit You)
- Paul Crook: Gitarre
- Randy Flowers: Gitarre, Keyboard, Gesang
- Kasim Sulton: Bass, Gesang
- Mark Alexander: Keyboard, Gesang
- John Miceli: Schlagzeug
- Patti Russo: Weibliche Leadsängerin
- Carolyn Coletti-Jablonski („C.C.“): Backgroundsängerin

### 2006–2008 („Seize the Night/Three Bats Tour“)
- Paul Crook: Gitarre
- Randy Flowers: Gitarre, Gesang
- Kasim Sulton: Bass, Gesang
- Mark Alexander: Keyboard, Gesang
- Dave Luther: Saxophon, Keyboard, Gesang
- John Miceli: Schlagzeug
- Aspen Miller: Weibliche Leadsängerin
- Carolyn Coletti-Jablonski: Backgroundsängerin

### 2008 („Casa de Carne Tour“)
- Paul Crook: Gitarre
- Randy Flowers: Gitarre, Gesang
- Kasim Sulton: Bass, Gesang
- Mark Alexander: Keyboard, Gesang
- Dave Luther: Saxophon, Keyboard, Gesang
- John Miceli: Schlagzeug
- Patti Russo: Weibliche Leadsängerin
- Carolyn Coletti-Jablonski: Backgroundsängerin

### 2010–11 („Hang Cool Teddy Bear“)
- Paul Crook: Gitarre
- Randy Flowers: Gitarre, Gesang
- Danny Miranda: Bass, Gesang
- Justin Avery: Piano, Gesang
- Dave Luther: Saxophon, Keyboard, Gesang
- John Miceli: Schlagzeug
- Patti Russo: Weibliche Leadsängerin
- Carolyn Coletti-Jablonski: Backgroundsängerin (bis 2010)

### 2011 (Guilty Pleasure - „Hell in a Handbasket“)
- Paul Crook: Lead-Gitarre
- Randy Flowers: Gitarre, Gesang
- Danny Miranda: Bass
- Justin Avery: Piano, Gesang
- Dave Luther: Saxophon, Keyboard, Gesang
- Ginny Luke: Violine, Keyboards, Gesang
- John Miceli: Schlagzeug
- Patti Russo: Weibliche Leadsängerin